# Conocybe leucopus
Conocybe leucopus är en svampart som beskrevs av Kühner ex Kühner & Watling 1983. Conocybe leucopus ingår i släktet Conocybe och familjen Bolbitiaceae.   Inga underarter finns listade i Catalogue of Life.